# Nico Sturm
Nico Sturm (1975) is een Vlaams acteur en scenarioschrijver.
Hij studeerde in 2001 af aan de kleinkunstafdeling van de Studio Herman Teirlinck in Antwerpen. Reeds tijdens zijn studies trad hij op met Blauwe Maandag Compagnie in de prestigieuze producties En verlos ons van het kwade en Ten oorlog.

## Biografie
Na zijn studies volgden tientallen producties in het theater met gezelschappen als HETPALEIS, Compagnie De Koe, de Koninklijke Vlaamse Schouwburg, BRONKS, Het Toneelhuis, fABULEUS en tg Stan. Hij schreef en speelde samen met Karolien De Beck Skuld. Hij speelde mee in Parasieten, Het sprookjesbordeel, De Gebroeders Leeuwenhart en het mee geschreven De miserie van de jonge Werthers en Alias de Wanprater.
In 2002 debuteerde Nico Sturm in de film Meisje. Hij leverde een verliefde berenstem voor de Vlaamse versie van Brother Bear. Daarna volgde de rol van vader Kriegel in De zusjes Kriegel, de korte film Knokke Boulevard en gastoptredens in de televisieseries Witse en Flikken.
In de televisieserie De Smaak van De Keyser (2008) speelde Sturm de rol van de jonge Thieu Verdin die tijdens de Tweede Wereldoorlog de cruciale getuige blijkt te zijn bij het ophelderen van de dood van Alfred Lenaerts. In de tragikomische serie Van vlees en bloed beet hij zich als agent Sven Verhelst vast in de zaak van de gestroopte reebok. In 2009 trad Nico Sturm op in de film My Queen Karo. In datzelfde jaar toerde hij met theatergezelschap De Koe, met de voorstelling Een gelukkige verjaardag. In 2010 speelde hij in "Team Kwistenbiebel".
In 2010 had hij ook een gastrol in Witse als Cédric Ansems in episode Blufpoker.
Op 21 februari 2011 maakte Nico Sturm zijn debuut als presentator op Ketnet. In het programma Mijn Job Is Top gaat hij telkens met twee kinderen op stoomcursus in de job van hun dromen. Onder andere de beroepen cocktailartiest, kapper, graffitikunstenaar, taartenbakker en chocolatier komen aan bod in de reeks van dertig afleveringen.
In het najaar van 2012 presenteert hij De Omgekeerde Show met zijn 82-jarige assistente Leentje Jacobs en speelde hij een rol in de reeks Clan.
Hij is ook de stem van Kamiel bij Kaatje op Ketnet.
Sturm deed ook de Vlaamse voice-over van Crash in de animatiefilms Ice Age 3: Dawn of the Dinosaurs en Ice Age 4: Continental Drift. In 2013 was hij samen met David Dermez te zien in het VIER-programma Hallelujaaah!
In 2016 speelt Nico Sturm mee in de VTM-serie Patrouille Linkeroever, in 2017 in de VIER-sitcom #hetisingewikkeld en in 2018 in de film Niet Schieten van Stijn Coninx. In 2019 had hij een hoofdrol in Gina & Chantal en speelde hij Professor Van den Uytleg in Dag Sinterklaas.
In 2020 speelde hij Thomas in de serie Fair Trade, een rol die hij in 2023 opnieuw vertolkte.
In 2022 werd hij de opvolger van Reinhilde Decleir als leider van toneelgezelschap Tutti Fratelli. 

## Filmografie
- Meisje (2002) - als Luc
- Brother Bear (2003) - als verliefde beer
- Het geslacht De Pauw (2004) - als fotograaf
- De zusjes Kriegel (2004) - als Father Kriegel
- Knokke Boulevard (2005) - als Getuige Oscar
- Witse (2006) - als Wim Verdonck
- Flikken Gent (2008) - als Yves Mattheussen
- Kaatje (2008 - heden) als Kamiel
- De smaak van De Keyser (2008-2009) - als Thieu Verdin Jong
- Van Vlees en Bloed (2009) - als Sven Verhelst
- Witse (2010) - als Cedric Ansems
- Pulsar (2010) - als Mark
- Altijd Samen (2010) - als Thomas
- Duts (2010) - als Gerald
- Team Kwistenbiebel (2010) - als Frank
- De Ronde (2011) - als Verpleger
- Wat Als? (2011, 2013, 2016, 2019) - als diverse rollen
- Zone stad (2011) - als Dieter Blomme
- Code 37 (2011) - als Wouter Sabbe
- Mega Mindy (2011) - als Kenny
- Code 37 (2011) - als Wouter Sabbe
- Aspe (2011) - als Rudy Vermeulen
- Mijn Job Is Top (2011) - als zichzelf
- Het varken van Madonna (2011) - als Prosper
- Vermist (2012) - als Kenny Aernauts
- Danni Lowinski (2012) - als Frederik Vandenberghe
- Clan (2012) - als Kevin
- De Omgekeerde Show (2012) - als zichzelf
- Connie & Clyde (2013) - als Steven Dubois
- Hallelujaaah! (2013) - als zichzelf
- Ontspoord (2013) - als Jonas Vertommen
- Marsman (2014) - als directeur
- Cordon (2014) - als Dr Luc Devreese
- Amateurs (2014) - als begrafenisondernemer
- Lee & Cindy C. (2015) - als Roland
- D'Ardennen (2015) - als Danny
- Altijd Prijs (2015) - als Agent
- Professor T. (2015) - als Werner Samay
- Wat mannen willen (2015) - als traminspecteur
- Den Elfde van den Elfde (2016) - als buspassagier
- Clinch (2016)
- Patrouille Linkeroever (2016) - als Dave Duyns
- Donwside Up (2016) - als Erik
- #hetisingewikkeld (2017) - als Tom
- Kafka (2017) - diverse rollen
- Niet schieten (2018) - als Chantal
- Sinterklaas en de wakkere nachten (2018) - als klant
- Gina en Chantal (2019) - als Patrick
- Hij komt, hij komt... De intrede van de Sint (2019-heden) - als professor Van den Uytleg
- Dag Sinterklaas (2019) - als professor Van den Uytleg
- Fair Trade (2021, 2023) - als Thomas
- Glad IJs (2021) - als Felix Druyts
- Sinterklaas en Koning Kabberdas (2021) - als professor Van den Uytleg
- Match (2021) - als Gert Willems
- Doe Zo Voort (2022) - als papa van Klaas

## Voice-Overs
- Ice Age 3: Dawn of the Dinosaurs (2009) - als Crash
- Ice Age 4: Continental Drift (2012) - als Crash